# 獨資企業
獨資企業，又名自由職業或个体户，是一种中小型企業。如果登记为公司，可以称一人公司或个人公司。在有些范围内也可以称皮包公司。個體戶的特點是小資本經營者，以出賣勞務為主，或許是創意工業小戶。 
獨資企業在世界上的很多地区不需要在政府注册。在这种制度下，很简单的经营安排如小贩和保姆在法律上就属于獨資企業。甚至暂时经济活动，比如个人之间的买卖交易在法律上就依照獨資企業处理。通常为了方便执法活动，政府会要求某些种类的独资企业注册，比如餐馆注册为了方便卫生检查。另一个注册原因是牌号，业主有权力使用个人的姓名为企业牌号比如“张三的饭店”，但是法律通常要求业主登记其它名称的牌号，以防有商标争议。
以独资经营方式经营的獨資企業有无限的经济责任，破产时借方可以扣留业主的个人财产。

## 特征
- 独资企业不支付公司所得税，企业所得利润按个人所得纳税；
- 独资企业是费用最低的企业组织形式，无需正式章程，并且在大多数行业中，独资企业需要满足的的法律规章很少；
- 独资企业对企业债务负有无限责任，个人资产即企业资产；
- 独资企业所能筹集到的权益资本仅限于企业所得者的个人财富即投资；
- 独资者决定一切事物；
- 设立独资企业的法律要求相对容易满足；
- 纸面工作复杂性低，填写必要文件的费用相对较低；
- 独资者得到全部利润；

## 劣势
- 资源可用性有限。（财务与管理）；
- 很难长时间有足够的资金去保持独资经营。（独资企业借钱困难，因为借钱风险很大）；
- 对所有债务和义务负责；

## 各地制度

### 中国大陆
中国大陆法律设定了两种个体户：個體工商戶和个人独资企业。两者都必须由自然人建立，都有无限责任。两者的相关法律用同样措施对待家庭财产：如果创业者使用了家庭财产来投资，家庭财产就会被用来承担责任。
在以下比较表排列了两者特征的不同。红色代表比较严格的，绿色代表比较宽容的。
| 个体工商户                           | 个人独资企业                   |
| ------------------------------------ | ------------------------------ |
| 不需经营场所和企业名称，但是可以建立 | 需要经营场所和企业名称         |
| 投资者与经营者必须是同一人           | 投资者与经营者可以是不同自然人 |
| 不能设立分支机构                     | 可以设立分支机构               |
| 必须用个人身份参入法律活动（如合同） | 可以能用企业身份参如法律活动   |
| 不需要财务和会计制度                 | 需要财务和会计制度             |

另外，创业者也可以建一人有限责任公司，但是此不属于个体户经营形式。

### 香港
在香港，個體戶是自僱人士，例如的士司機、小販、專欄作家，也有部分專業人士（例如醫生），他們可以選擇單純獨資經營（sole proprietor）或者成立只有一名股東的有限公司（惟部分專業不容許經營者以有限公司方式經營）。前者只須向稅務局辦理商業登記，但成立的「公司」沒有法人地位，獨資經營者須負上無限法律責任。後者除辦理商業登記外，還須向公司註冊處申請成立有限公司，惟獨資經營者的法律責任為有限。

### 台灣
獨資之工商行號，為行號（獨資合夥事業，或稱為商號）的一種型態。與依中華民國法律《公司法》組織設立之法人不同，獨資、合夥之商業係依《商業登記法》組織設立之事業，無商業之法人格，亦無權利能力，故為不同之權利義務主體，亦不得變更組織為公司組織，多半以某某工業社或某某企業社或某某工作室命名。